# Austrotinodes talcanus
Austrotinodes talcanus är en nattsländeart som först beskrevs av Navás 1934.  Austrotinodes talcanus ingår i släktet Austrotinodes och familjen trattnattsländor. Inga underarter finns listade i Catalogue of Life.